# パン・ジュンソク
パン・ジュンソク（방준석、方俊錫、1970年8月1日 - 2022年3月26日）は、大韓民国の映画音楽作曲家、音楽監督。彼はまた、実験的バンド U&Me Blue（유앤미 블루、ユエンミ ブルー）のメンバーでもあった。
パンは、2022年3月26日に、胃癌のため、ニューヨーク市で死去した。

## フィルモグラフィ
- カル - 텔 미 썸딩 - Tell Me Something (1999)
- 해변으로 가다 - Bloody Beach (2000)
- JSA - 공동경비구역 JSA - Joint Security Area (2000)
- 후 아 유 - Who Are U? (2002)
- YMCA 야구단 - YMCA Baseball Team (2002)
- 오! 브라더스 - Oh! Brothers (2003)
- アメノナカノ青空 - ...ing（아이엔지） - ...ing (2003)
- 달마야, 서울 가자 - Hi! Dharma 2: Showdown in Seoul (2004)
- クライング・フィスト - 주먹이 운다 - Crying Fist (2005)
- ユア・マイ・サンシャイン - 너는 내 운명 - You Are My Sunshine (2005)
- 相棒 シティ・オブ・バイオレンス - 짝패 - The City of Violence (2006)
- ラジオスター - 라디오 스타 - Radio Star (2006)
- 바람 피기 좋은 날 - A Good Day to Have an Affair (2007)
- 극락도 살인사건 - Paradise Murdered (2007)
- 楽しき人生 - 즐거운 인생 - The Happy Life (2007)
- 두 얼굴의 여친 - Two Faces of My Girlfriend (2007)
- 경축! 우리 사랑 - Viva! Love (2008)
- あなたは遠いところに - 님은 먼곳에 - Sunny (2008)
- 눈에는 눈 이에는 이 - Eye for an Eye (2008)
- ゴーゴー70 - 고고70 - Go Go 70s (2008)
- ここよりどこかへ - 여기보다 어딘가에 - Somewhere Over Here (2008)
- 인사동 스캔들 - Insadong Scandal (2009)
- 시선 1318 - If You Were Me 4 (2009)
- 시간의 춤 - Dance Of Time (2009)
- 걸프렌즈 - Girlfriends (2009)
- 타임리스 (2009)
- 小さな池 1950年・ノグンリ虐殺事件 - 작은 연못 - A Little Pond (2010)
- 해결사 (2010)
- 카멜리야 (2010)
- ハートビート - 심장이 뛴다 - Heartbeat (2011)
- ただ君だけ - 오직 그대만 - Always (2011)
- カップルズ 恋のから騒ぎ - 커플즈 - Couples (2011)
- 주리 (2013)
- ソウォン/願い - 소원 - Hope (2013)
- 안녕, 투이 (2014)
- ベテラン - 베테랑 - Veteran (2015)
- 王の運命 -歴史を変えた八日間- - 사도 - The Throne (2015)
- 朝鮮魔術師 - 조선마술사 - The Magician (2015)
- 男と女 - 남과 여 - A Man and a Woman (2016)
- LUCK-KEY ラッキー - 럭키 - Luck Key (2016)
- 자백 (2016)
- 치명도수: RESET - Reset (2016)
- 여교사 - Misbehavior (2017)
- 프리즌 - The Prison (2017)
- 金子文子と朴烈 - 박열 - Anarchist from Colony (2017)
- 軍艦島 - 군함도 - The Battleship Island (2017)
- 다시 태어나도 우리 (2017)
- スウィンダラーズ - 꾼 - The Swindlers (2017)
- 神と共に 第一章:罪と罰 - 신과함께-죄와 벌 - Along with the Gods: The Two Worlds (2017)
- 지금 만나러 갑니다 - Be with You (2018)
- サンセット・イン・マイ・ホームタウン - 변산 - Sunset in My Hometown (2018)
- 神と共に 第二章:因と縁 - 신과함께-인과 연 - Along with the Gods: The Last 49 Days (2018)
- タチャ ワン・アイド・ジャック - 타짜: 원 아이드 잭 - Tazza: One Eyed Jack (2019)
- がんばれ! チョルス - 힘을 내요, 미스터 리 - Cheer Up, Mr. Lee (2019)
- 白頭山大噴火 - 백두산 - Ashfall (2019)
- 茲山魚譜 チャサンオボ - 자산어보 - The Book of Fish (2021)
- モガディシュ 脱出までの14日間 - 모가디슈 - Escape from Mogadishu (2021)
- 원더랜드 - Wonderland (2024)

## 受賞歴
| 年   | 賞                                 | カテゴリ     | 作品                                 | 結果       | 注     |
| ---- | ---------------------------------- | ------------ | ------------------------------------ | ---------- | ------ |
| 2005 | 第26回青龍映画賞                   | 最優秀音楽賞 | ユア・マイ・サンシャイン             | ノミネート |        |
| 2005 | 第42回大鐘賞                       | 最優秀音楽賞 | クライング・フィスト                 | ノミネート |        |
| 2005 | 第13回春史映画芸術賞               | 最優秀音楽賞 | クライング・フィスト                 | 受賞       |        |
| 2006 | 第27回青龍映画賞                   | 最優秀音楽賞 | ラジオスター                         | ノミネート |        |
| 2006 | 第26回韓国映画評論家協会賞         | 最優秀音楽賞 | ラジオスター                         | 受賞       |        |
| 2006 | 第5回大韓民国映画大賞              | 最優秀音楽賞 | 相棒 シティ・オブ・バイオレンス      | ノミネート |        |
| 2007 | 第44回大鐘賞                       | 最優秀音楽賞 | ラジオスター                         | ノミネート |        |
| 2007 | 第6回大韓民国映画大賞              | 最優秀音楽賞 | ラジオスター                         | 受賞       |        |
| 2007 | 第28回青龍映画賞                   | 最優秀音楽賞 | 楽しき人生                           | 受賞       |        |
| 2008 | 第29回青龍映画賞                   | 最優秀音楽賞 | あなたは遠いところに                 | 受賞       |        |
| 2008 | 第29回青龍映画賞                   | 最優秀音楽賞 | ゴーゴー70                           | ノミネート |        |
| 2008 | 第7回大韓民国映画大賞              | 最優秀音楽賞 | ゴーゴー70                           | 受賞       |        |
| 2008 | 第17回釜日映画賞                   | 最優秀音楽賞 | あなたは遠いところに                 | 受賞       |        |
| 2008 | 第45回大鐘賞                       | 最優秀音楽賞 | 楽しき人生                           | ノミネート |        |
| 2009 | 第46回大鐘賞                       | 最優秀音楽賞 | ゴーゴー70                           | ノミネート |        |
| 2013 | 第34回青龍映画賞                   | 最優秀音楽賞 | ソウォン/願い                        | ノミネート |        |
| 2015 | 第36回青龍映画賞                   | 最優秀音楽賞 | 王の運命 -歴史を変えた八日間-        | 受賞       | [ 5 ]  |
| 2015 | 第36回青龍映画賞                   | 最優秀音楽賞 | ベテラン                             | ノミネート | [ 5 ]  |
| 2015 | 第35回韓国映画評論家協会賞         | 最優秀音楽賞 | 王の運命 -歴史を変えた八日間-        | 受賞       | [ 6 ]  |
| 2015 | 第52回大鐘賞                       | 最優秀音楽賞 | 王の運命 -歴史を変えた八日間-        | ノミネート |        |
| 2015 | 第19回タリン・ブラックナイト映画祭 | 最優秀音楽賞 | 王の運命 -歴史を変えた八日間-        | 受賞       |        |
| 2016 | 第10回アジア・フィルム・アワード   | 最優秀作曲賞 | 王の運命 -歴史を変えた八日間-        | ノミネート |        |
| 2016 | 第25回釜日映画賞                   | 最優秀音楽賞 | 王の運命 -歴史を変えた八日間-        | ノミネート |        |
| 2016 | 第25回釜日映画賞                   | 最優秀音楽賞 | ベテラン                             | ノミネート |        |
| 2017 | 第4回韓国映画制作家協会賞          | 最優秀音楽賞 | 軍艦島                               | 受賞       | [ 7 ]  |
| 2017 | 第26回釜日映画賞                   | 最優秀音楽賞 | 軍艦島                               | ノミネート |        |
| 2017 | 第54回大鐘賞                       | 最優秀音楽賞 | 金子文子と朴烈                       | ノミネート |        |
| 2018 | 第27回釜日映画賞                   | 最優秀音楽賞 | サンセット・イン・マイ・ホームタウン | ノミネート | [ 8 ]  |
| 2018 | 第55回大鐘賞                       | 最優秀音楽賞 | サンセット・イン・マイ・ホームタウン | ノミネート | [ 9 ]  |
| 2021 | 第30回釜日映画賞                   | 最優秀音楽賞 | モガディシュ 脱出までの14日間        | 受賞       | [ 10 ] |
| 2021 | 第42回青龍映画賞                   | 最優秀音楽賞 | モガディシュ 脱出までの14日間        | ノミネート | [ 11 ] |
| 2021 | 第42回青龍映画賞                   | 最優秀音楽賞 | 茲山魚譜 チャサンオボ                | 受賞       | [ 11 ] |
| 2021 | 第8回韓国映画制作家協会賞          | 最優秀音楽賞 | 茲山魚譜 チャサンオボ                | 受賞       | [ 12 ] |

### 国家栄誉
| 国       | 年   | 賞         |        |
| -------- | ---- | ---------- | ------ |
| 大韓民国 | 2022 | 大統領表彰 | [ 17 ] |